# Drosophila alsophila
Drosophila alsophila är en tvåvingeart som beskrevs av Elmo Hardy och Kenneth Y. Kaneshiro 1971. Drosophila alsophila ingår i släktet Drosophila och familjen daggflugor.
Artens utbredningsområde är Hawaii.